# Marie Rochegrosse
Marie Rochegrosse, née Marie Constance Alexandra Leblon, le 8 avril 1852 à Armentières et morte le 5 mai 1920 à El Biar en Algérie, est une artiste et infirmière française. Elle a également été la muse et le modèle du peintre Georges-Antoine Rochegrosse, son mari.

## Biographie
Marie Leblon est la fille de François Constantin Joseph Leblon, négociant, et de Constance Elise Dervaux. Elle épouse, en 1870, Henri Séraphin Picard, le couple divorce en 1884.
Elle rencontre ensuite le peintre Georges-Antoine Rochegrosse, avec qui elle se marie le 24 juin 1896 à Paris. Elle devient alors le modèle de son mari et elle figure sur plusieurs de ses plusieurs tableaux.
Le couple s'installe à El Biar en Algérie, ils occupent un temps la Villa des Oliviers avant de s'installer dans la villa des parents de Marie puis de transformer un pavillon du site en un lieu qu'ils baptisent Djenan Meryem, le jardin de Marie.
Elle réalise vers 1895-1896 le Zaïmph, ou voile de Tanit, qui est décrit par Gustave Flaubert dans Salammbô. Elle s'inspire d'une aquarelle réalisée par son mari et bénéficie de l'aide de Berthe Bady. Le voile est exposé en 1900 à la Galerie Georges Petit. Georges Rochegrosse en fait don en 1923 au musée Flaubert de Croisset. 
En 1914, elle suit une formation auprès de la Croix-Rouge afin de devenir infirmière, rôle qu'elle exerce durant la guerre à l'hôpital d'Alger. Elle meurt en 1920 des suites d'une maladie contractée à l'hôpital. Son mari fait ériger un mausolée dans le jardin du Djenan Meryem où elle est inhumée. Il fait également ajouter le nom de Marie au sien et signe ses tableaux du nom de Georges Marie Rochegrosse.
Après son décès, ses amis, Maurice Beaubourg, Henri Mahaut, Georges Pélissier, Camille Mauclair, Jules Perrin, Jean Bouchor rédigent un fascicule honorant sa mémoire.

## Œuvres

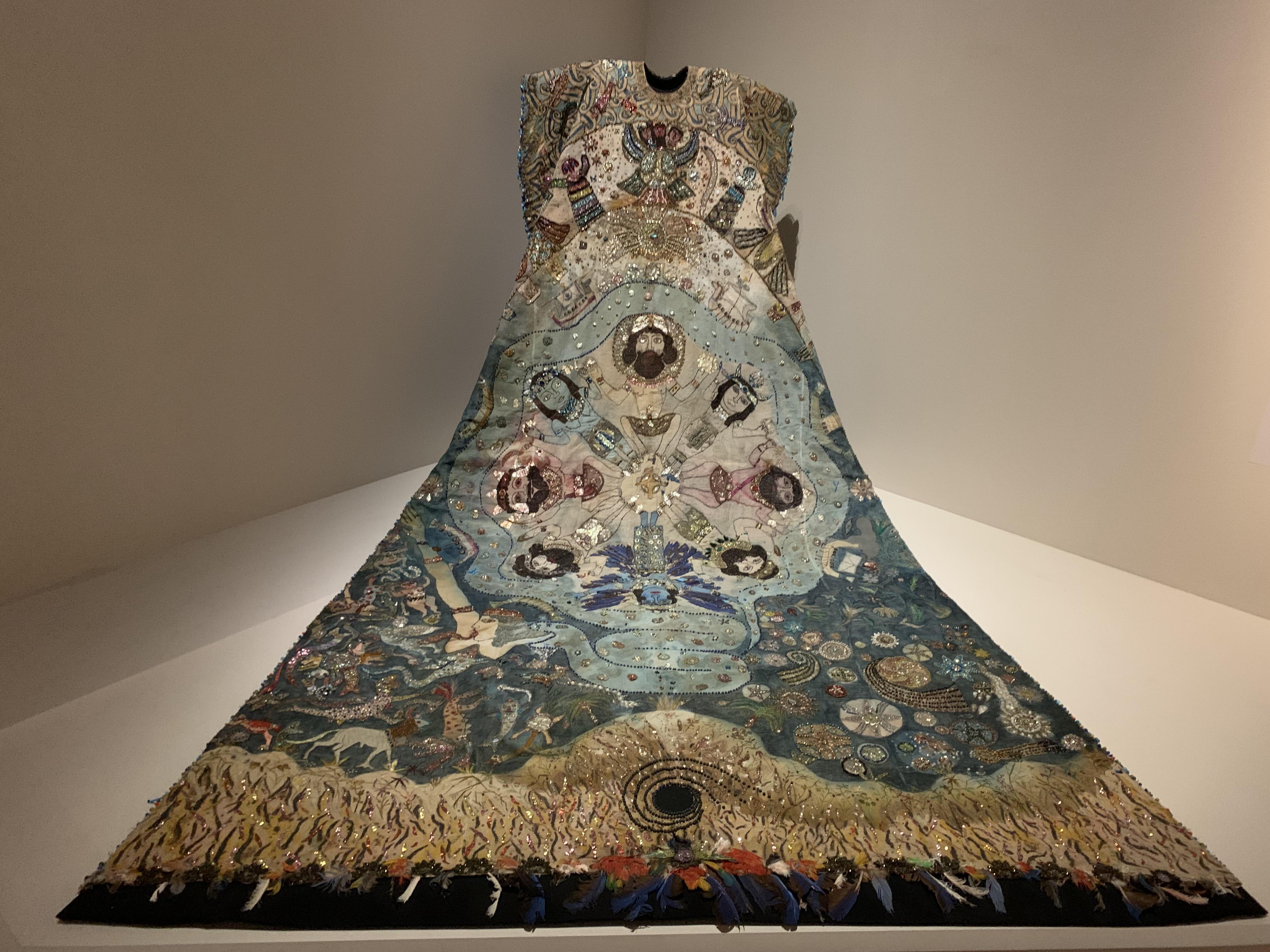
Voile de Tanit